# William Fildew
William Ewart Fildew, né le 25 février 1890 dans le Michigan , mort le 17 juillet 1943 à Los Angeles (Californie), est un directeur de la photographie américain.
Il est crédité William Fildew ou William E. Fildew.

## Biographie
William Fildew est chef opérateur d'une cinquantaine de films muets américains, sortis entre 1915 et 1927, produits notamment par Triangle Film Corporation, Metro Pictures Corporation et Universal. Dix-sept d'entre eux sont réalisés par Christy Cabanne, dont Le Timide (premier film de Douglas Fairbanks, 1915) et Enoch Arden (1915, avec Lillian Gish et Wallace Reid).
Dix autres de ses films sont réalisés par Tod Browning, dont Bonnie, Bonnie Lassie (1919, avec Spottiswoode Aitken et David Butler) et La Vierge d'Istanbul (1920, avec Priscilla Dean et Wheeler Oakman).
Parmi les autres réalisateurs qu'il assiste, citons Leo McCarey (Figures du passé (Society Secrets) en 1921), Irving Cummings (trois films, dont Broad Daylight en 1922, avec Lois Wilson et Jack Mulhall) et Robert Thornby (quatre films, dont le western The Fox en 1921, avec Harry Carey et Alan Hale).
William Fildew se retire après The Wreck de William James Craft (1927, avec Shirley Mason et Malcolm McGregor) et meurt prématurèment en 1943.

## Filmographie partielle
- 1915 : The Lost House (en) de Christy Cabanne
- 1915 : Le Timide (The Lamb) de Christy Cabanne
- 1915 : Martyrs of the Alamo de Christy Cabanne
- 1915 : Enoch Arden de Christy Cabanne
- 1915 : The Absentee de Christy Cabanne
- 1915 : The Failure de Christy Cabanne
- 1915 : Double Trouble de Christy Cabanne
- 1916 : Sold for Marriage (en) de Christy Cabanne
- 1916 : Terrible adversaire (Reggie Mixes In) de Christy Cabanne
- 1916 : Flirting with Fate de Christy Cabanne
- 1916 : Daphne and the Pirate de Christy Cabanne
- 1917 : One of Many de Christy Cabanne
- 1917 : The Slacker de Christy Cabanne
- 1917 : Miss Robinson Crusoe de Christy Cabanne
- 1917 : Draft 258 de Christy Cabanne
- 1918 : Heart of the Sunset de Frank Powell
- 1918 : The Danger Game, de Harry A. Pollard
- 1918 : Cyclone Higgins, D.D. de Christy Cabanne
- 1918 : The Return of Mary (en) de Wilfred Lucas
- 1918 : Her Inspiration de Robert Thornby
- 1919 : Peggy Does Her Darndest (en) de George D. Baker
- 1919 : The Petal on the Current de Tod Browning
- 1919 : L'Enlèvement de Miss Maud (The Island of Intrigue) de Henry Otto
- 1919 : In for Thirty Days (en) de Webster Cullison
- 1919 : Bonnie, Bonnie Lassie de Tod Browning
- 1919 : Illusions de jeunesse (Castles in the Air) de George D. Baker
- 1919 : God's Outlaw de Christy Cabanne
- 1920 : Blue Streak McCoy de B. Reeves Eason
- 1920 : La Vierge d'Istanbul (The Virgin of Stamboul) de Tod Browning
- 1920 : Les Révoltés (Outside the Law) de Tod Browning
- 1921 : Magnificent Brute de Robert Thornby
- 1921 : Figures du passé (Society Secrets) de Leo McCarey
- 1921 : The Blazing Trail de Robert Thornby
- 1921 : No Woman Knows de Tod Browning
- 1921 : The Fox de Robert Thornby
- 1922 : Under Two Flags de Tod Browning
- 1922 : Paid Back d'Irving Cummings
- 1922 : Une idylle dans le métro (The Wise Kid) de Tod Browning
- 1922 : Broad Daylight d'Irving Cummings
- 1923 : La Marchande de rêves (Drifting) de Tod Browning
- 1923 : The Self-Made Wife de John Francis Dillon
- 1923 : Les Fauves (White Tiger) de Tod Browning
- 1923 : The Day of Faith de Tod Browning
- 1924 : The City of Stars de H. Bruce Humberstone
- 1924 : Fools' Highway d'Irving Cummings
- 1924 : Folle Jeunesse (The Reckless Age) de Harry A. Pollard
- 1925 : A Daughter of the Sioux de Ben F. Wilson
- 1927 : The Wreck (en) de William James Craft

## Galerie photos

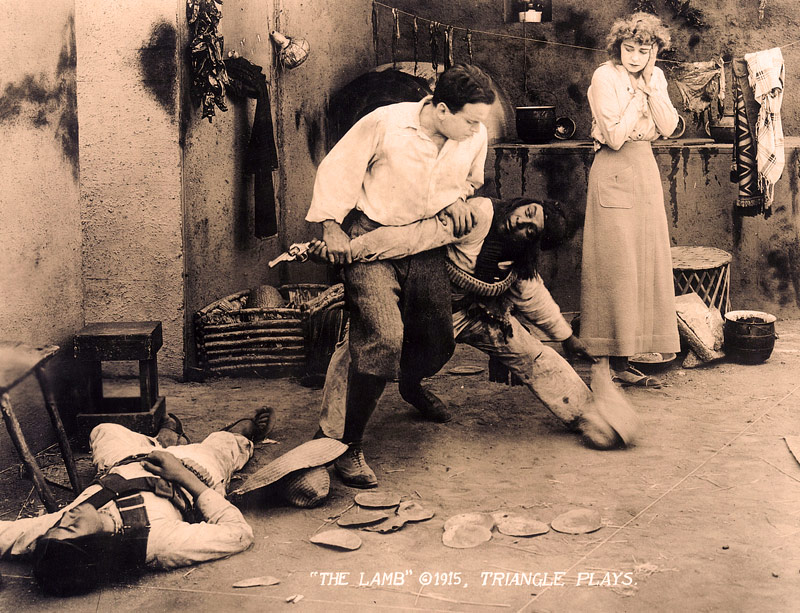
Le Timide (1915) : Douglas Fairbanks et Seena Owen
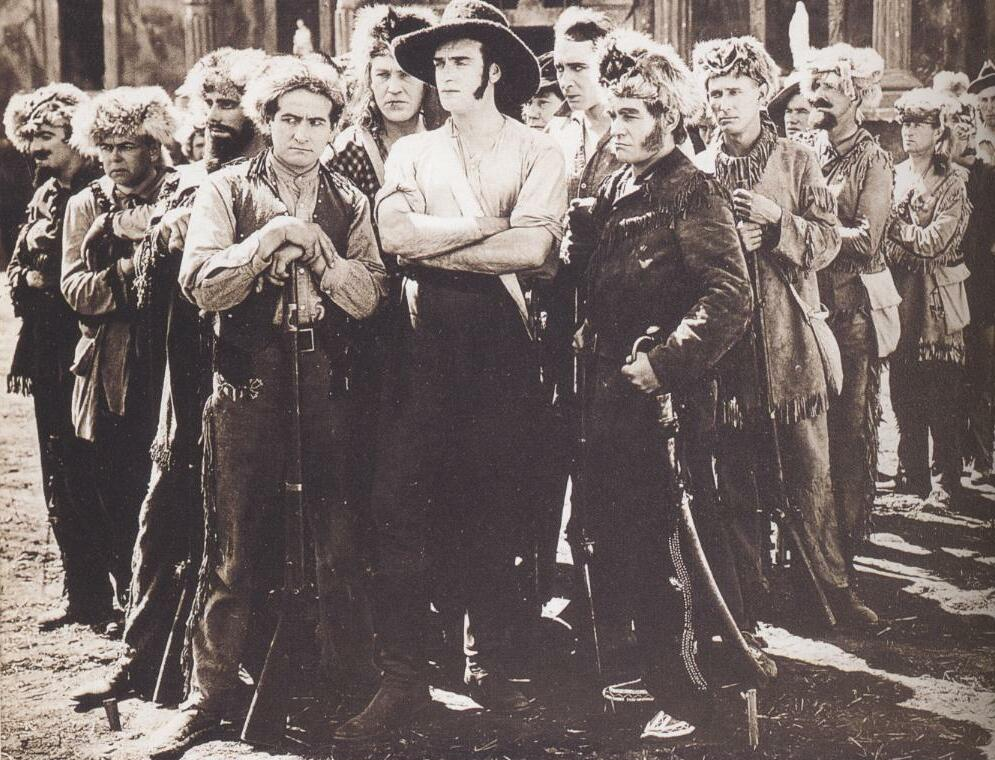
Martyrs of the Alamo (1915) : Alfred Paget (au centre) et Sam De Grasse
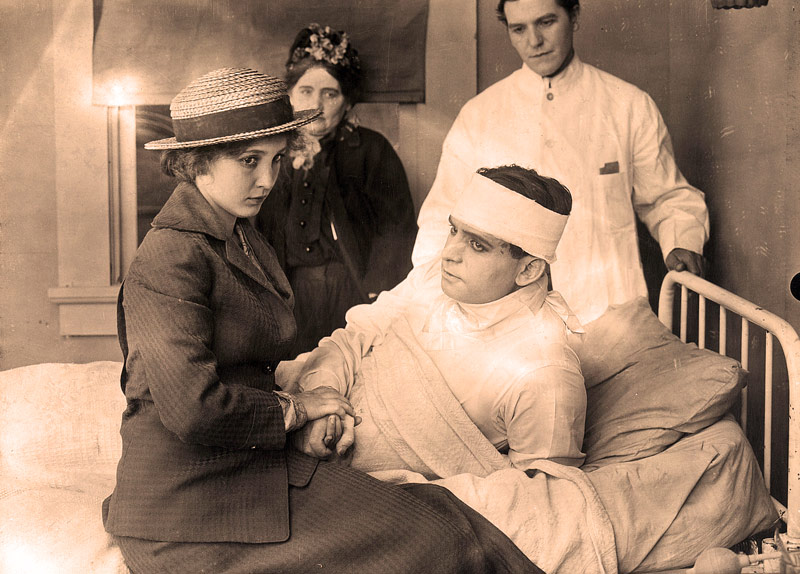
Terrible adversaire (Reggie Mixes In) (1916) : Bessie Love et Douglas Fairbanks
La Vierge d'Istanbul (1920) : Priscilla Dean et Wheeler Oakman